# Titococos
Los titocos, canalejos o cuauhocuilin son larvas barrenadoras o "gusanos de la madera" de encino. En el sur de México, se comen tostados en comal o bien en un caldo preparado con hoja de aguacate, epazote y maíz molido.